# Trithemis monardi
Trithemis monardi é uma espécie de libelinha da família Libellulidae.
Pode ser encontrada nos seguintes países: Angola, Benin, Botswana, Burkina Faso, Camarões, República Centro-Africana, República Democrática do Congo, Costa do Marfim, Etiópia, Gabão, Gâmbia, Gana, Quénia, Malawi, Mali, Moçambique, Namíbia, Nigéria, Serra Leoa, Uganda, Zâmbia e Zimbabwe.
Os seus habitats naturais são: florestas subtropicais ou tropicais húmidas de baixa altitude, matagal árido tropical ou subtropical, matagal húmido tropical ou subtropical, rios, pântanos, marismas de água doce e marismas intermitentes de água doce.